# Indicoblemma monticola
Indicoblemma monticola är en spindelart som först beskrevs av Pekka T. Lehtinen 1981.  Indicoblemma monticola ingår i släktet Indicoblemma och familjen Tetrablemmidae.
Artens utbredningsområde är Thailand. Inga underarter finns listade i Catalogue of Life.